# П'ять центів (Щит)

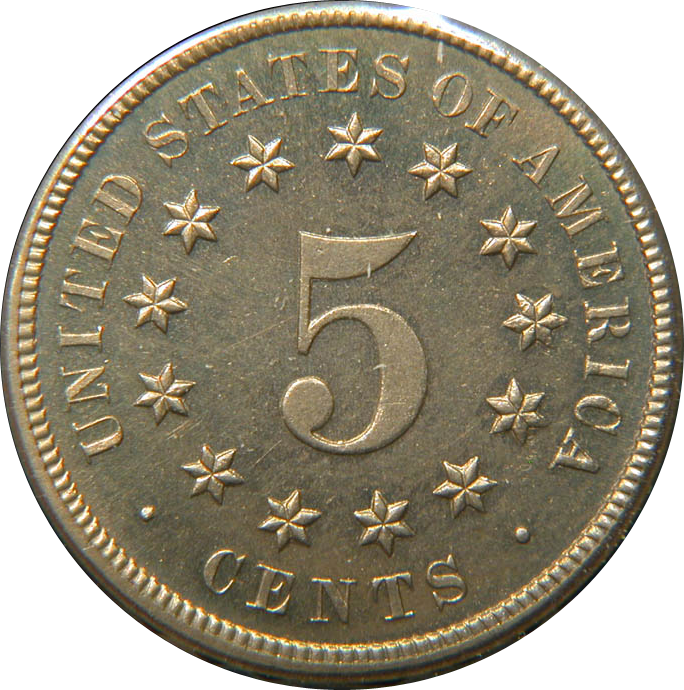
Варіант реверсу без променів

П'ять центів (Щит) (англ. Shield nickel) — обігова мідно-нікелева розмінна монета США, яка карбувалася у 1866–1883 роках.

## Історія
Монета карбувалася тільки на філадельфійському монетному дворі (без позначки на монеті). Передумовою випуску мідно-нікелевої монети номіналом в 5 центів були фінансові труднощі часів громадянської війни в США. Не маючи достатньої кількості срібла для карбування монет було прийнято рішення випустити монету з мідно-нікелевого сплаву, яка циркулювала б нарівні зі своїм срібним аналогом.

## Опис

### Аверс
По центру зображений щит, що символізує єдність країни. По боках щита дві лаврові гілки. Зверху монету по краю напис «IN GOD WE TRUST», знизу рік випуску.

### Реверс
У центрі позначення номіналу — цифра «5», навколо якої шестикутні зірки по колу (існує два варіанти — з променями поміж зірок, і без). Зверху по колу напис «UNITED STATES OF AMERICA», знизу «CENTS».

### Гурт
Рубчастий.

## Тираж
| Рік                            | Філадельфія                                     |
| ------------------------------ | ----------------------------------------------- |
| 1866                           | 14 742 500 (близько 500)                        |
| 1867 (зі стрілами) (без стріл) | 2 019 000 (близько 75) 28 890 500 (близько 600) |
| 1868                           | 28 817 000 (близько 600)                        |
| 1869                           | 16 395 000 (близько 600)                        |
| 1870                           | 4 806 000 (близько 1000)                        |
| 1871                           | 561 000 (близько 960)                           |
| 1872                           | 6 036 000 (близько 950)                         |
| 1873                           | 4 550 000 (близько 1100)                        |
| 1874                           | 3 538 000 (близько 700)                         |
| 1875                           | 2 097 000 (близько 700)                         |
| 1876                           | 2 530 000 (близько 1150)                        |
| 1877                           | (близько 510)                                   |
| 1878                           | (2350)                                          |
| 1879                           | 25 900 (3200)                                   |
| 1880                           | 16 000 (3955)                                   |
| 1881                           | 68 800 (3575)                                   |
| 1882                           | 11 472 900 (3100)                               |
| 1883                           | 1 451 500 (5419)                                |